# بییانوواتس
بییانوواتس (به صربی: Biljanovac) یک منطقهٔ مسکونی در صربستان است که در Raška واقع شده‌است. بییانوواتس ۵۸۷ نفر جمعیت دارد.